# Wockersee
Der Wockersee ist ein See in der Kreisstadt Parchim in Mecklenburg-Vorpommern.

## Beschreibung
Das Gewässer liegt im Nordosten der Stadt und während etwa zwei Drittel des Westufers und das Südufer bebaut sind, ist der Wockersee im Norden und Osten von Wäldern und Wiesen, im Norden auch von Feuchtwiesen umgeben. Die weiter nördlich aus dem Granziner Torfmoor kommende Wocker mündet am nördlichen Ufer in den See. Der Abfluss des Wassers geschieht über die Wocker (Papiermachergraben), die in einen Seitenarm der Elde mündet. 
Der etwa 1500 Meter lange, 600 Meter breite und 60 Hektar große Wockersee besitzt ein Wasservolumen von 2,26 Mio. m³. Der Wasserspiegel befindet sich 44,1 m ü. NHN. Die mittlere Tiefe beträgt 3,8 Meter. Die mit 6,4 Meter tiefste Stelle besitzt das Gewässer in seinem östlichen Zentralbereich. Das Einzugsgebiet hat eine Größe von 33,3 km². Wegen seiner geringen Wassertiefe wird der Wockersee als polymiktisch eingestuft. Bei Untersuchungen des Staatlichen Amtes für Umwelt und Natur (StAUN) Schwerin wurde 1997 eine hohe Nährstoffbelastung festgestellt, die Sichttiefe verbesserte sich von 1997 bis 2001 von 0,8 auf 1,0 Meter.
Früher wurde der See stark fischwirtschaftlich und zur Erholung genutzt. Heute dient er vorrangig der Naherholung. Es existieren mehrere Bademöglichkeiten, wie etwa an der Badeanstalt am Westufer, die auch einen Bootsverleih, Segel-, Surf- und Angelmöglichkeiten anbietet.

## Trivia
Als inoffizielle und volkstümliche Bezeichnung der Stadt Parchim wird „Pütt“ seit den 1920er Jahren erstmals in der Literatur erwähnt und ist heute in der Region weit verbreitet. Von ortsfremden Mecklenburgern wurde früher bei Erwähnung der Stadt häufig „Pütt bi Parchen“ verwendet. Das plattdeutsche Wort für „Pfütze“ spielte dabei wahrscheinlich auf die Größe des Parchimer Wockersees an, wird aber heute mit der Stadt in Zusammenhang gebracht.